# Rullo per pianoforte

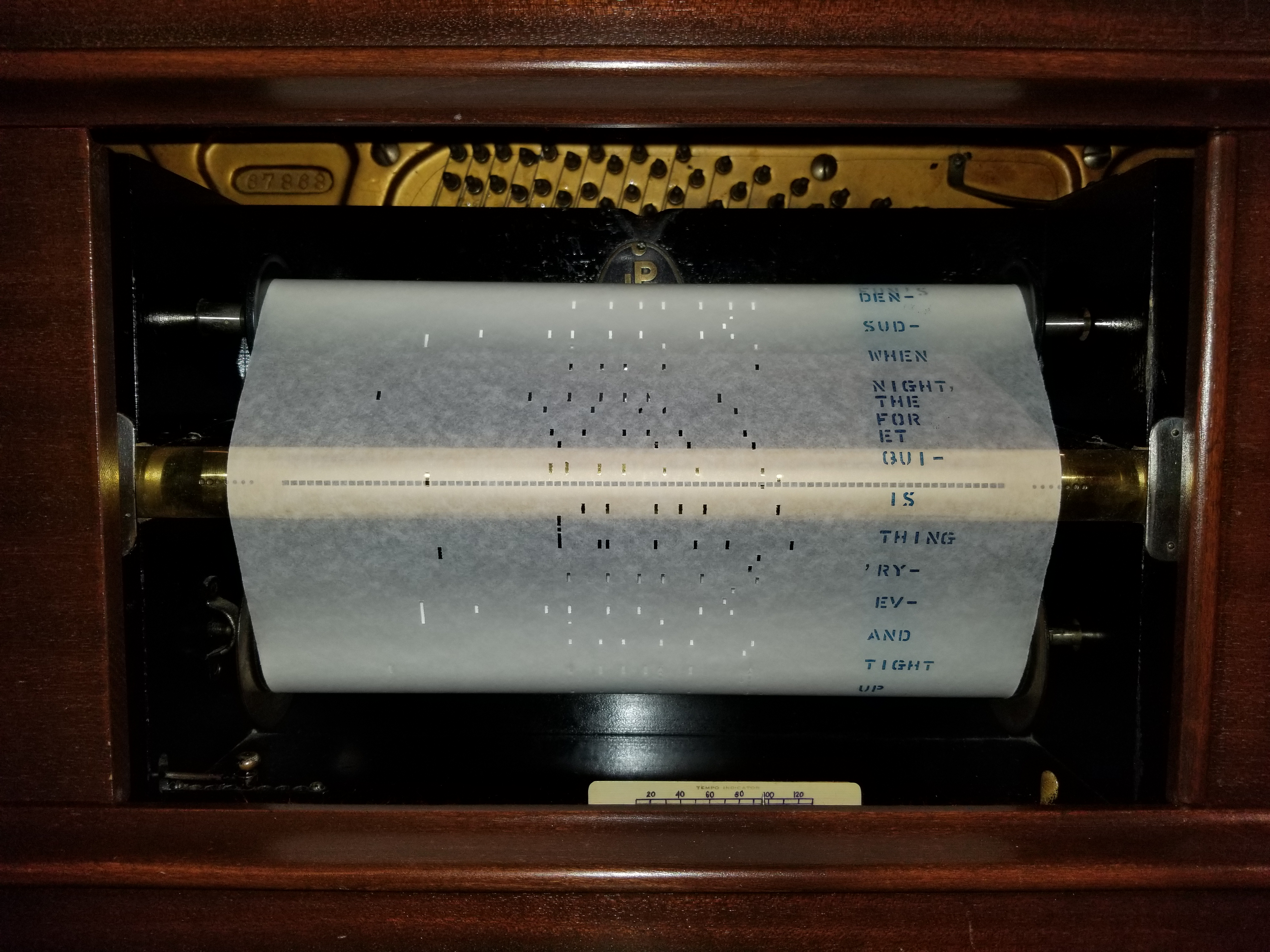
Un piano roll in fase di riproduzione

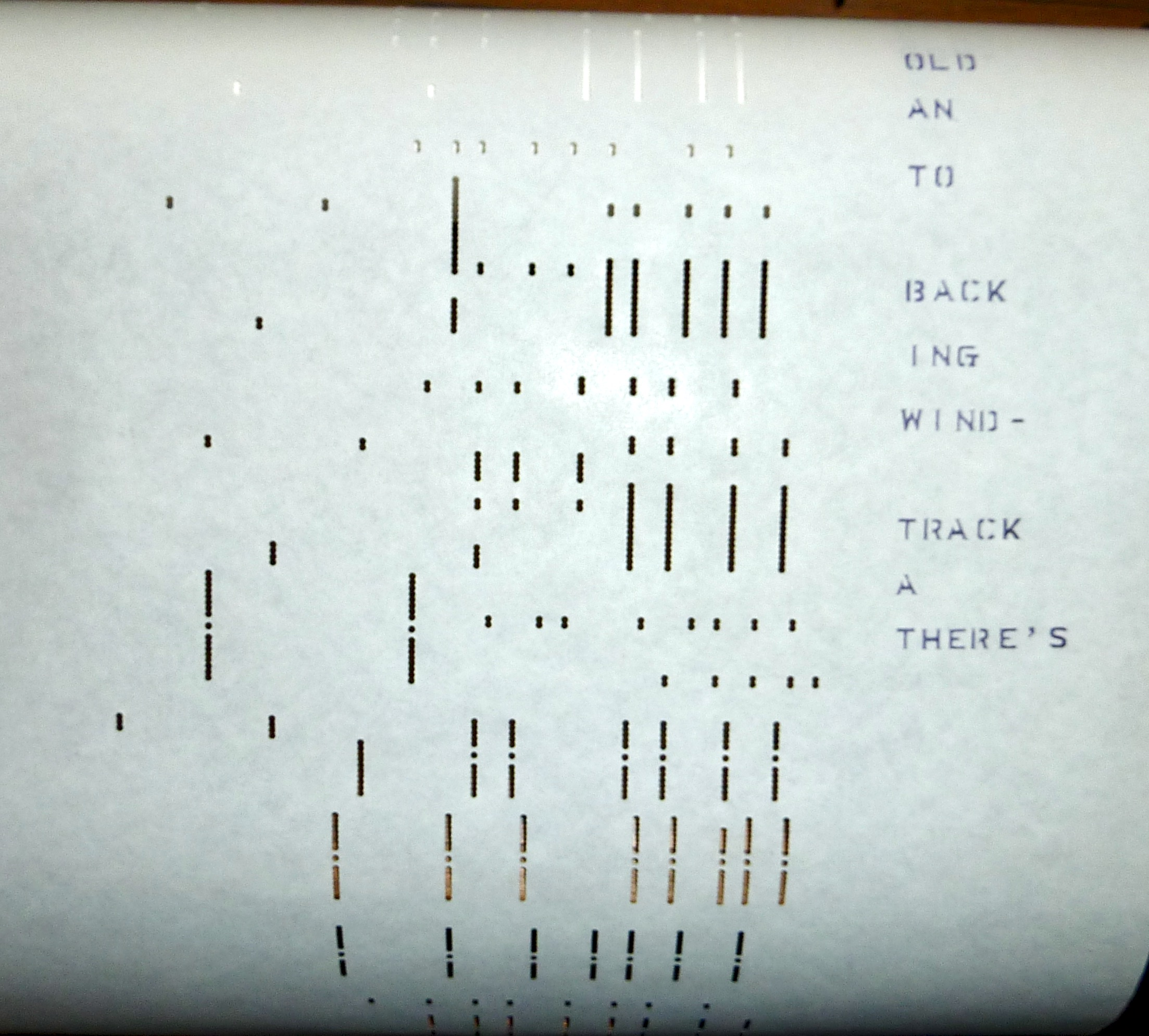
Rullo per pianoforte Mastertouch Australian Dance Gems con testi stampati sul lato.

Un rullo per pianoforte è un supporto di memorizzazione musicale utilizzato per utilizzare un autopiano, una pianola o un pianoforte meccanico. I rulli di pianoforte, come gli altri rulli di musica, sono rulli continui di carta con fori. Queste perforazioni rappresentano i dati di controllo delle note. Il rullo scorre su un sistema di lettura noto come tracker bar; il ciclo di riproduzione per ogni nota musicale viene attivato quando una perforazione attraversa la tracker bar.

## Storia

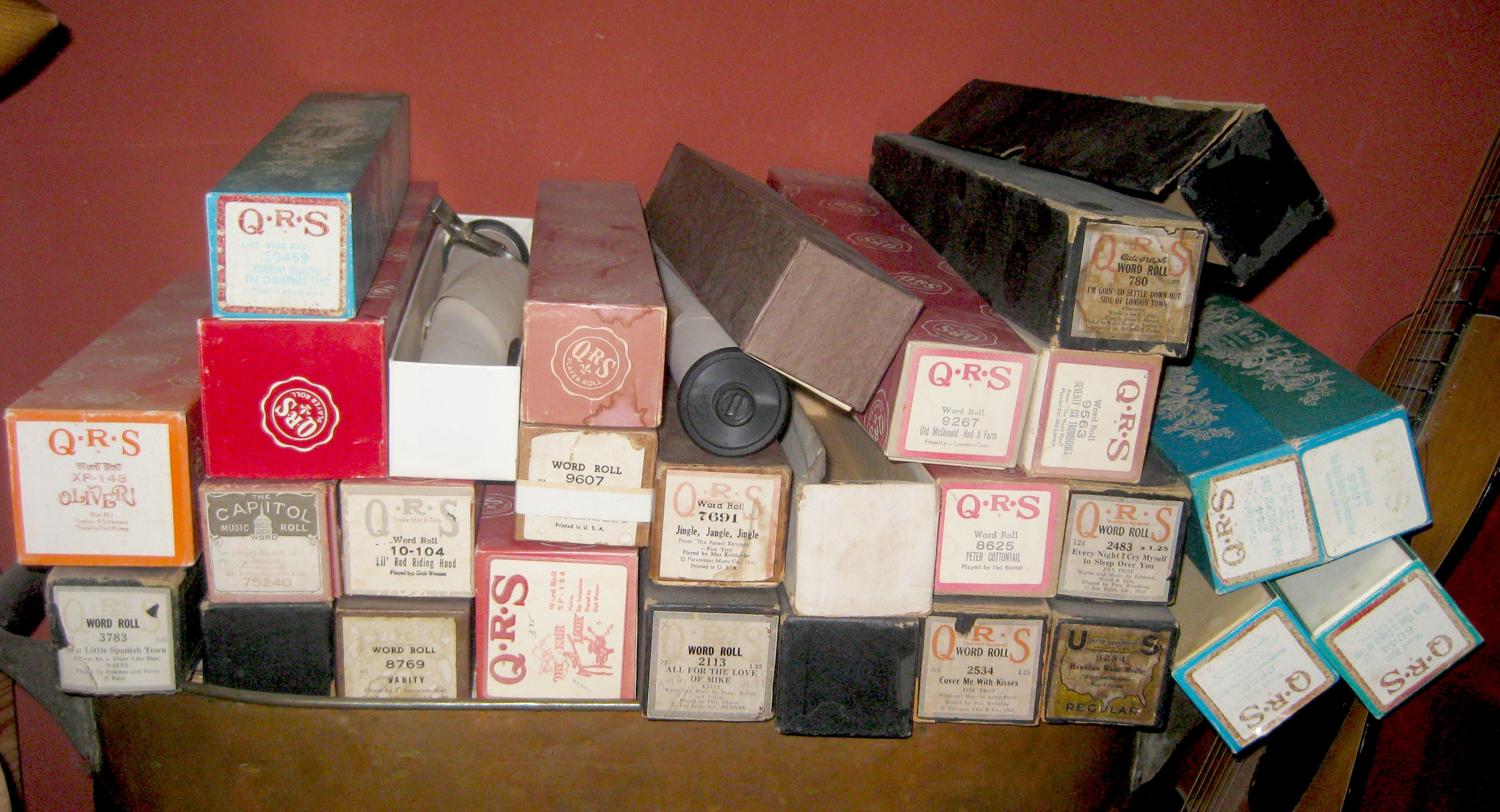
Una pila di rulli di pianoforte, alcuni in scatole

I rulli per pianoforte sono in produzione continua almeno dal 1896 e sono ancora in produzione oggi; QRS Music offre 45.000 titoli con "nuovi titoli aggiunti regolarmente" anche se non sono più prodotti in serie. I file MIDI hanno generalmente soppiantato i rulli per pianoforte per memorizzare e riprodurre i dati delle esecuzioni, realizzando digitalmente ed elettronicamente ciò che i rulli per pianoforte fanno meccanicamente. Il software di editing MIDI spesso offre la possibilità di rappresentare la musica graficamente come un rullo per pianoforte.
I primi rulli di carta furono usati commercialmente dalla Welte & Sons nei loro orchestrions a partire dal 1883.
Una rollografia è un elenco di rotoli di pianoforte, realizzati appositamente da un singolo esecutore, analogo a una discografia.
Il Museo Musicale di Brentford, Londra, Inghilterra ospita una delle più grandi collezioni al mondo di rulli per pianoforte, con oltre 20.000 rulli e una vasta collezione di strumenti che possono essere visti e ascoltati.

## Convenzione di Buffalo

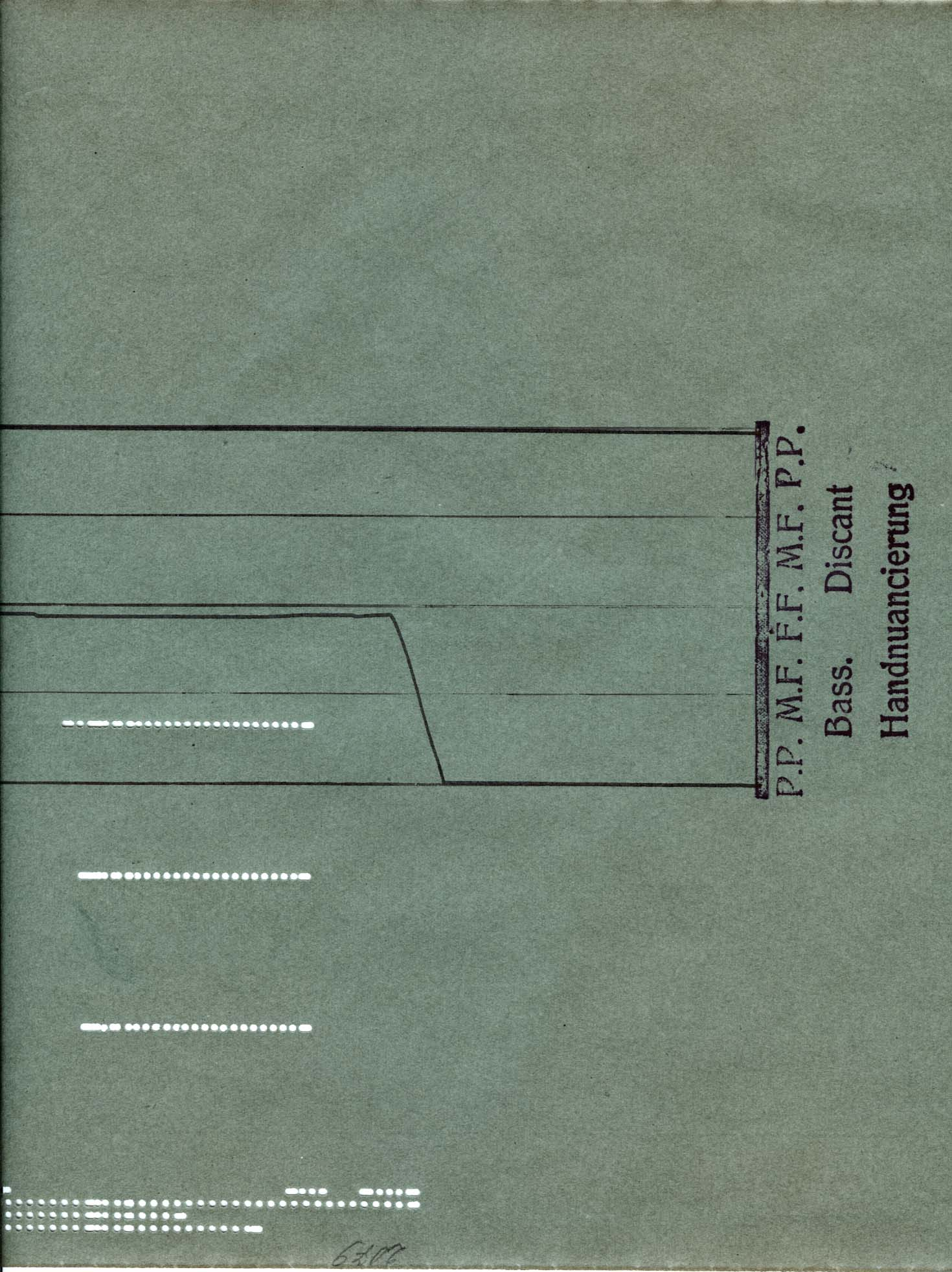
Prima parte di un rullo per pianoforte per Welte-Mignon, 1919 circa, con versi per pianista, secondo la Convenzione di Buffalo

Nei primi anni delle pianole, i rulli per pianoforte venivano prodotti in varie dimensioni e formati. La maggior parte dei rulli usava una delle tre scale musicali. Il formato a 65 note, con una gamma di riproduzione da La1 a Do♯7, fu introdotto nel 1896 negli Stati Uniti, specificamente per la musica per pianoforte. Nel 1900 fu introdotto un formato americano che riproduceva tutte le 88 note della scala pianistica standard: da La0 a Do8. Nel 1902 fu introdotta una scala tedesca di 72 note: da Fa1, Sol1 a Mi7.
Il 10 dicembre 1908 un gruppo che rappresentava la maggior parte dei maggiori produttori statunitensi di pianoforti si riunì a Buffalo, New York, per cercare di concordare alcuni standard. Il gruppo optò per una larghezza di 11 1⁄4 pollici (286 mm) e uno standard di perforazione per rulli da 65 note con 6 fori per pollice e per rulli da 88 note con 9 fori per pollice. Questo lasciava margini ad entrambe le estremità per sviluppi futuri. Tutti i pianoforti costruiti secondo questi standard potevano suonare i rulli fatti per essi, anche se a volte con una perdita di qualche funzionalità speciale. I formati divennero uno standard mondiale.

## Rulli metronomici riproduttori e suonati a mano
I rulli metronomici o arrangiati sono rulli prodotti posizionando gli spazi musicali senza input in tempo reale da parte di un musicista che si esibisce. La musica, quando viene riprodotta, è tipicamente puramente metronomica. I rulli musicali disposti metronomicamente sono deliberatamente lasciati metronomici in modo da consentire al pianista-musicista di creare la propria esecuzione musicale, come variare la dinamica, il tempo e il fraseggio, tramite i controlli manuali che sono una caratteristica di tutti i pianoforti.
I rulli suonati a mano vengono creati catturando in tempo reale l'esecuzione suonata a mano di uno o più pianisti su un pianoforte collegato a un registratore. Il rullo di produzione riproduceva le prestazioni in tempo reale della registrazione originale quando veniva riprodotto a velocità costante. È diventata una convenzione del settore che le registrazioni di musica destinata ad essere utilizzata per ballare siano regolarizzate in un tempo rigoroso nonostante l'esecuzione originale abbia le leggere fluttuazioni di tempo di tutte le esecuzioni umane, poiché a causa del processo di registrazione e produzione, qualsiasi fluttuazione verrebbe amplificata/esagerata nella copia di produzione finita e risulta in un ritmo irregolare.
I rulli riproduttori sono uguali ai rulli suonati a mano ma hanno codici di controllo aggiuntivi per azionare i sistemi di modifica dinamica specifici di qualsiasi marca di pianoforte riproduttore per il quale è progettato per essere riprodotto, producendo un'approssimazione della dinamica del pianista della registrazione originale. Nell'era originale della popolarità di questi strumenti, i pianoforti riproduttori erano fuori dalla portata delle famiglie medie e venivano pesantemente commercializzati come riproduttori dell'anima dell'esecutore: slogan come "Le dita del maestro sul tuo pianoforte" o "Paderewski suonerà per te a casa tua!" erano comuni.

## Composizioni per pianola e pianoforte riproduttore
La pianola offre l'opportunità di creare musica che è impossibile da suonare per gli esseri umani o, più correttamente, musica che non è stata concepita in termini di esecuzione manuale. Nel corso del XX secolo oltre cento compositori hanno scritto musica appositamente per pianola. Molti compositori tradizionali hanno sperimentato le sue possibilità, tra i quali Igor' Stravinskij, Alfredo Casella e Paul Hindemith. Altri, compreso Conlon Nancarrow, ne fecero il loro ambiente principale.
I marchi Duo-Art, Ampico e Welte-Mignon erano noti come "riproduttori" di rulli per pianoforte, in quanto potevano riprodurre accuratamente il tocco e la dinamica dell'artista così come le note suonate, quando riprodotte su pianoforti capaci.

## Pianoforti riproduttori

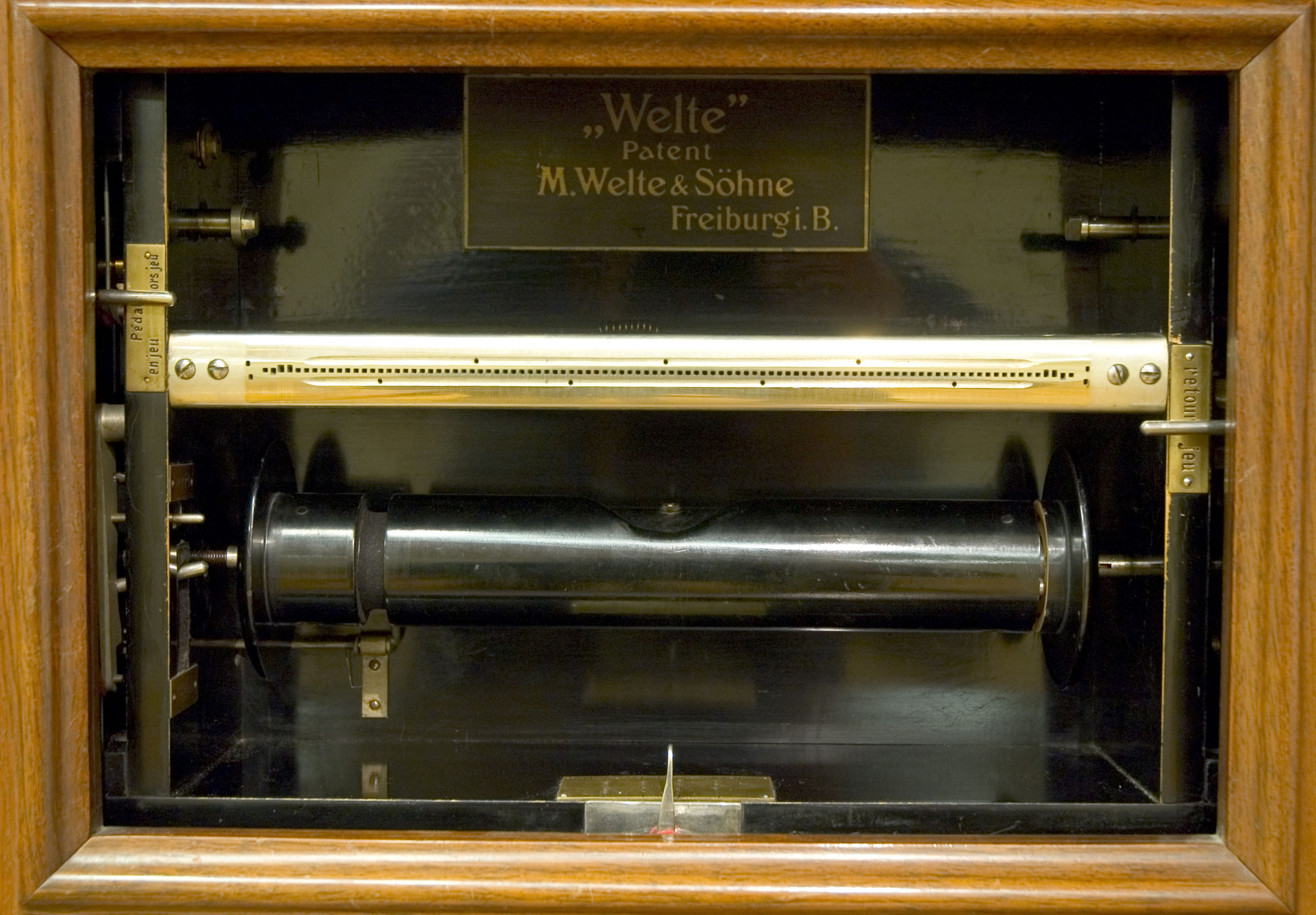
Tracker bar di un Welte-Mignon

I rulli per la pianola erano generalmente tratti dalle esibizioni registrate di musicisti famosi. In genere, un pianista si sedeva davanti a un pianoforte di registrazione appositamente progettato e l'altezza e la durata di tutte le note suonate venivano contrassegnate o perforate su un rullo vuoto, insieme alla durata del pedale di sostegno e del piano. In Australia Edith e Laurel Pardey lavoravano come pianiste di pianola "dalle nove alle cinque". Non erano famose quando cominciarono negli anni 20, ma lo divennero per il loro modo di suonare.
La pianola può anche ricreare la dinamica dell'esecuzione di un pianista mediante perforazioni di controllo appositamente codificate posizionate verso i bordi di un rullo musicale. Diverse aziende avevano modi diversi di annotare le dinamiche, alcuni tecnicamente avanzati, altri segreti e altri dipendenti interamente dalle note scritte a mano del produttore discografico, ma in tutti i casi questi geroglifici dinamici dovevano essere abilmente convertiti nei codici perforati specializzati necessari ai diversi tipi di strumento.
I rulli registrati vengono riprodotti a una velocità specifica e marcata, dove per esempio 70 significa 7 piedi (2,1 m) di carta percorsa in un minuto, all'inizio del rullo. Su tutte le pianole pneumatiche, la carta viene tirata su una bobina di avvolgimento e man mano che si avvolge più carta, aumenta il diametro effettivo della bobina e con esso la velocità della carta. Gli ingegneri della pianola ne erano ben consapevoli di questo, come si può vedere da molti brevetti dell'epoca, ma poiché la riproduzione delle registrazioni al pianoforte veniva generalmente effettuata con un trascinatore di bobina simile, il tempo dell'esecuzione registrata veniva riprodotto fedelmente, nonostante il graduale aumentando la velocità della carta.
L'esecuzione di molti pianisti e compositori è conservata riproducendo il rullo per pianoforte. Gustav Mahler, Camille Saint-Saëns, Edvard Grieg, Teresa Carreño, Claude Debussy, Manuel de Falla, Scott Joplin, Sergei Rachmaninoff, Sergej Prokof'ev, Aleksandr Skrjabin, Jelly Roll Morton e George Gershwin sono tra i compositori e pianisti che hanno registrato in questo modo le loro esibizioni.
La Duo-Art ha presentato artisti come Ignacy Jan Paderewski, George Gershwin, Maurice Ravel, Teresa Carreño, Percy Grainger, Leopold Godowski e Ferruccio Busoni. Artisti in primo piano del marchio Ampico comprendono Sergej Rachmaninov, Ferde Grofé, Leo Ornstein, Mischa Levitzki, Winifred MacBride e Marguerite Volavy. La Welte-Mignon, il primo sistema di riproduzione, ha registrato artisti come Gustav Mahler, Camille Saint-Saëns, Claude Debussy, Manuel de Falla, Alexander Scriabin, Enrique Granados, Eugen d'Albert, Josef Lhévinne, Raoul Pugno e Carl Reinecke, che è stato il primo pianista nato a registrare in qualsiasi formato multimediale.

## Compagnie produttrici di rulli
C'erano centinaia di aziende in tutto il mondo che producevano rulli, durante il periodo di punta della loro popolarità (1900-1927). Alcuni altri produttori di rulli non produttori di spettacoli dal vivo sono elencati di seguito insieme ai loro artisti di registrazione più memorabili.
- - QRS:
  - James P Johnson
  - Fats Waller
  - Zez Confrey
  - Blind Boone
  - Lem Fowler
  - J.Lawrence Cook
  - Pete Wendling
  - Phil Ohman
  - Victor Arden
  - J. Russel Robinson
- Connorized: Scott Joplin
- Republic: Adrian Rollini
- - U.S. Music Roll Company:
  - Lee Sims
  - Robert Billings
- - Imperial:
  - Charley Straight
  - Roy Bargy
- - Vocalstyle:
  - Jelly Roll Morton
  - Walter Davison
  - Clarence Jones
  - Luckey Roberts
  - Cow Cow Davenport
  - Amanda Randolph
- - Capitol/Columbia:
  - Jimmy Blythe
  - Clarence Johnson
  - Pearl White
  - Eddie Hanson

## Protezione legale contro la copia
La White-Smith Music Publishing Company v. Apollo Company, Case citation: 209 U.S. 1 (1908), fu una decisione della Corte Suprema degli Stati Uniti d'America che stabilì che i produttori di rulli musicali per pianole non dovevano pagare royalties ai compositori. La sentenza si basava sulla constatazione che i rulli di pianoforte non erano copie degli spartiti protetti da copyright dei ricorrenti, ma erano invece parti della macchina che riproduceva la musica.
Questo caso fu successivamente eclissato dall'intervento del Congresso sotto forma di un emendamento al Copyright Act del 1909, che li proteggeva e introduceva una licenza obbligatoria per la produzione e la distribuzione di tali incarnazioni "meccaniche" di opere musicali.

## Nelle workstation audio digitali

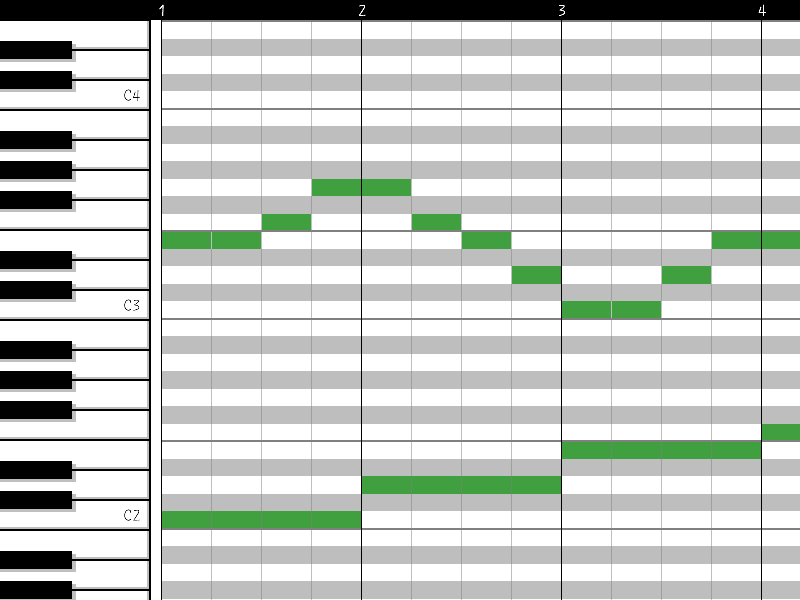
Pano roll DAV

Nella maggior parte dei moderni software di workstation audio digitale, il termine "piano roll" è usato per riferirsi a una visualizzazione grafica e ai mezzi di modifica dei dati delle note MIDI. I rulli di pianoforte consentono all'utente inserire manualmente l'altezza, la durata e la velocità delle note, invece di registrare l'uscita di una tastiera MIDI o altro dispositivo per l'immissione dei dati delle note. Di solito è presente anche un mezzo per modificare manualmente altri aspetti dei dati MIDI, come il pitch bend o modulazione, sebbene non sia strettamente parte del piano roll stesso.
Dalla metà degli anni '80 i software musicali iniziarono a includere editor grafici basati su griglia ispirati ai rulli di pianoforte, con i due assi che rappresentavano l'altezza e il tempo e le note visualizzate come barre sulla griglia. MusicWorks (1984) di MacroMind ha utilizzato l'interfaccia utente grafica WIMP ad alta risoluzione del Macintosh per implementare un editor in stile piano roll con una tastiera allineata verticalmente a sinistra di una griglia. Altri primi esempi di editor ispirati al rullo per pianoforte comprendono Total Music (1986) di Southworth, Iconix (1987) di System Exclusive, che utilizzava un rullo per pianoforte a scorrimento verticale con la tastiera allineata orizzontalmente nella parte superiore della finestra di editing, e Master Tracks Pro (1987) di Passport Designs.
Con il rilascio di Cubase e della sua finestra Key Edit nel 1989, il formato del rullo per pianoforte introdotto da MusicWorks si è affermato come funzionalità di editing MIDI standard nelle moderne workstation audio digitali.